# Marcelo Chierighini
Marcelo Chierighini (Itu, 15 de enero de 1991) es un nadador brasileño. En los 100 m libres, fue finalista olímpico en los Juegos de Río 2016 y cuatro veces seguidas finalista en los Campeonatos del Mundo de 2013, 2015, 2017 y 2019. En el relevo 4 x 100 metros libres ostenta una medalla de plata en el Campeonato Mundial de 2017.

## Trayectoria
En Campeonato Mundial de Natación en Piscina Corta de 2010, en Dubái, Chierighini, junto con César Cielo, Nicholas Santos y Nicolas Oliveira, ganó el bronce en la prueba de 4 x 100 libre con el tiempo 3m05s74, récord sudamericano, dejando atrás el equipo de Estados Unidos.
En 2011, se fue a entrenar y estudiar en Universidad de Auburn con el australiano Brett Hawke, el mismo técnico César Cielo.
Él estaba en Campeonato Mundial de Natación de 2011 de Shanghái, donde terminó noveno en el 4 × 100 m libre.
En el Universiadas de 2011, en Shenzhen, obtuvo una medalla de plata en lo relevo 4 × 100 m libre.
Participó en el Juegos Olímpicos de Londres 2012, donde terminó noveno en relevo 4 × 100 m libre, y 15 en relevo 4 × 100 m estilos.
En abril de 2013, confirmó Chierighini calificación para la Campeonato Mundial de Natación de 2013 de Barcelona, en la prueba del estilo libre de 50 metros, consiguiendo la segunda ola de Brasil, con la marca de 21s88. Chierighini derrotada finalista olímpico Bruno Fratus para la vacante. En el campeonato, terminó séptimo en los 4 x 100 metros libre, junto con Fernando dos Santos, Nicolas Oliveira y Vinicius Waked. En el 100 metros libre, igualó su mejor marca personal en la semifinal con un tiempo de 48s11, ocupando el tercer lugar para la final. Terminó sexto en la final. En el 50 metros libre, Cherighini llegó a las semifinales, donde él batió su récord personal con un tiempo de 21s84, sin embargo, debido al alto nivel de la prueba, terminó décimo, para salir de la final por 10 centésimas de segundo. En el relevo 4 × 100 metros estilos, terminó 12º, junto con Leonardo de Deus, Felipe Lima y Nicholas Santos.
En Campeonato Pan-Pacífico de Natación de 2014 en Gold Coast, Australia, Chierighini participó en el relevo de 4 x 100 metros libre, que por primera vez, ganó una medalla para Brasil en esta competición. Junto con João de Lucca, Bruno Fratus y Nicolas Oliveira, obtuvo la medalla de bronce. Los expertos dijeron que si César Cielo y Matheus Santana sostuvieron este relé, Brasil habría ganado el oro, derrotando a Australia y los Estados Unidos. Chierighini también terminó cuarto en el relevo combinado 4 × 100 m, junto con Guilherme Guido, Felipe Silva y Thiago Pereira, octavo en el 50 m libre, y noveno en los 100 metros estilo libre.
En los Juegos Panamericanos de 2015, Chierighini obtuvo dos medallas de oro en las pruebas de relevo 4 x 100 metros libre junto a João de Lucca, Matheus Santana y Bruno Fratus(el equipo estableció un nuevo récord de los Juegos Panamericanos con un tiempo de 3: 13.66) y en relevo 4 x 100 metros combinado con Arthur Mendes, Guilherme Guido y Felipe França Silva. Además consiguió medalla de bronce en 100 m estilo libre con una marca de 48,80 segundos.
En el Campeonato Mundial de Natación de 2015, en Kazán, Chierighini terminó cuarto en el relevo 4 × 100 metros estilo libre, junto con Matheus Santana, Bruno Fratus y João de Lucca.César Cielo no nadó la final - a pesar de estar participando en el campeonato, estaba sintiendo dolor en el hombro. En los 100 metros libres, Chierighini hizo su mejor participación individual en los Campeonatos del Mundo, terminando en quinto lugar, con un tiempo de 48.27. También terminó décimo en los 4 × 100 metros medley.
Marcelo Chiereghini participó en los Juegos Olímpicos de Río de Janeiro 2016, pero se quedó sin medalla en la final del estilo libre de 100 metros, quedando como el octavo puesto con el tiempo de 48s41.
En el Campeonato Mundial de Natación de 2017 en Budapest, en el relevo 4 × 100 m libre, el equipo brasileño compuesto por Cielo, Bruno Fratus, Marcelo Chierighini y Gabriel Santos logró un resultado histórico al ganar la medalla de plata, el mejor resultado de Brasil en todo el tiempo en el Campeonato del Mundo. Brasil batió el récord sudamericano de 2009, aún en la era de los súper ropas, con un tiempo de 3m10s34, solo 0.28 segundos por detrás del equipo de Estados Unidos. La última medalla de Brasil en esta prueba, en el Mundial, se obtuvo en 1994. Chierighini hizo la mejor parte de la carrera (46.85), y la tercera parte más rápida de la historia en ropa normal. También terminó quinto en los 100 m libre, repitiendo su registro personal del evento (48s11) y quinto en el relevo de 4 × 100 m medley, junto con Henrique Martins, João Gomes Júnior y Guilherme Guido.
En el Campeonato Pan-Pacífico de Natación de 2018 en Tokio, Japón, Chierighini ganó la medalla de oro en el relevo 4 × 100 m libre junto con Gabriel Santos, Marco Ferreira Júnior y Pedro Spajari. También finalizó en 4º lugar en los 100 m libre y 8º en los 50 m libre.
En el Campeonato Mundial de Natación en Piscina Corta de 2018 en Hangzhou, China, junto con Cielo, Matheus Santana y Breno Correia, ganaron la medalla de bronce en el relevo 4 × 100 m libre con un tiempo de 3m05s15, estableciendo un nuevo récord sudamericano. Él también terminó en el puesto 12 en los 100 metros libre.
El 18 de abril de 2019, participando en el Trofeo Maria Lenk en Río de Janeiro, Chierighini ganó los 100 m libre en 47s68, obteniendo el mejor marca de su vida, ocupando el tercer lugar en el ranking mundial, solo por detrás de Vladislav Grinev (47s43). y Kyle Chalmers (47s48). Fue el nuevo récord brasileño sin súper ropas, superando los 47s84 de Cesar Cielo en el Pan 2011.
En el Campeonato Mundial de Natación de 2019 en Gwangju, Corea del Sur, Chierighini intentó ganar una medalla sin precedentes en los 100 m libre. Se clasificó tercero en las eliminatorias (47,95) y en las semifinales (47,76). En la final, sin embargo, no logró repetir el tiempo de la semifinal, que le hubiera valido la medalla de bronce: terminó la carrera en 5º lugar con un tiempo de 47,93. El bronce lo ganó Vladislav Grinev con 47,82. En el relevo de 4 × 100 metros libre masculino y en el relevo combinado de 4 × 100 m masculino, terminó sexto, lo que ayudó a Brasil a clasificarse para los Juegos Olímpicos de Tokio 2020. También terminó 16º en los 50 metros estilo libre masculino.
En los Juegos Panamericanos de 2019 realizados en Lima, Perú, Chierighini ganó la medalla de oro en los 100 m libre, al derrotar a Nathan Adrian, con un tiempo de 48,09. Ganó otro oro en el relevo de estilo libre de 4 × 100 m masculino, rompiendo el récord de los Juegos Panamericanos. Chierighini también ganó dos medallas de plata en el relevo de estilo libre mixto de 4 × 100 metros y el relevo combinado de 4 × 100 metros masculino.
En los Juegos Olímpicos de Verano de 2020 en Tokio, Chierighini terminó octavo en el relevo de estilo libre de 4 × 100 m masculino.